# Margonin (gemeente)
De gemeente Margonin is een stad- en landgemeente in het Poolse woiwodschap Groot-Polen, in powiat Chodzieski.
De zetel van de gemeente is in Margonin.
Op 30 juni 2004 telde de gemeente 6353 inwoners.

## Oppervlakte gegevens
In 2002 bedroeg de totale oppervlakte van gemeente Margonin 122 km², waarvan:
- agrarisch gebied: 61%
- bossen: 31%

De gemeente beslaat 17,93% van de totale oppervlakte van de powiat.

## Demografie
Stand op 30 juni 2004:
| Omschrijving                   | Totaal | Totaal | Vrouwen | Vrouwen | Mannen | Mannen |
| ------------------------------ | ------ | ------ | ------- | ------- | ------ | ------ |
| eenheid                        | aantal | %      | aantal  | %       | aantal | %      |
| inwoners                       | 6353   | 100    | 3060    | 48,2    | 3293   | 51,8   |
| bevolkingsdichtheid (inw./km²) | 52,1   | 52,1   | 25,1    | 25,1    | 27     | 27     |

In 2002 bedroeg het gemiddelde inkomen per inwoner 1724,68 zł.

## Aangrenzende gemeenten
Budzyń, Chodzież, Gołańcz, Szamocin, Wągrowiec

Stad- en landgemeenten:
Margonin · Szamocin

Landgemeenten:
Budzyń · Chodzież (regeringsplaats)